# Skocznie narciarskie w Trzyńcu
Skocznie narciarskie TJ TŽ Trzyniec – dwie małe skocznie narciarskie o punktach konstrukcyjnych K40, K25 i rozmiarach HS 44, HS 28, znajdujące się w wiosce Nydek w Czechach. Zbudowane w 1976 r. obok zdemontowanej już dziś skoczni K70. Służą głównie do treningu juniorów.
Wyposażona w igelit i sztuczne oświetlenie, umożliwiające przebieg nocnych treningów lub zawodów zimą i latem.
W 2008 r. obie skocznie zostały całkowicie odnowione i pokryte nowym igelitem.

## Historia
W czasie międzywojennym Nydek zasłynął jako bardzo ważny ośrodek narciarski. W 1932 r. z inicjatywy członków Polskiego Klubu Sportowego „Groń” z Bystrzycy zbudowano tu dużą, jak na ówczesne warunki, skocznię narciarską powszechnie nazywaną „Na Kątach”. Skocznia umożliwiała oddawanie skoków nawet powyżej 50 m. Skocznia została zaprojektowana przez kpt. Romana Loteczko, który był również budowniczym zakopiańskiej „Krokwi”. Aż do początku lat 50. XX w. organizowano na niej zawody, w których startowali niemal wszyscy ówcześni czołowi zawodnicy polscy i czechosłowaccy. Później skocznia stała się własnością klubu sportowego huty trzynieckiej, który ją powiększył i przebudował. Jej rekordzistą jest czechosłowacki mistrz olimpijski Jiří Raška (skok na odległość 70 m). Do sezonu 1967/68 odbywały się tutaj międzynarodowe zawody. W 1976 roku zostały zbudowane obecne igelitowe skocznie K40 i K25, niedaleko dużej skoczni, która została już zdemontowana. Obie małe skocznie zostały wyremontowane w 2008 roku.

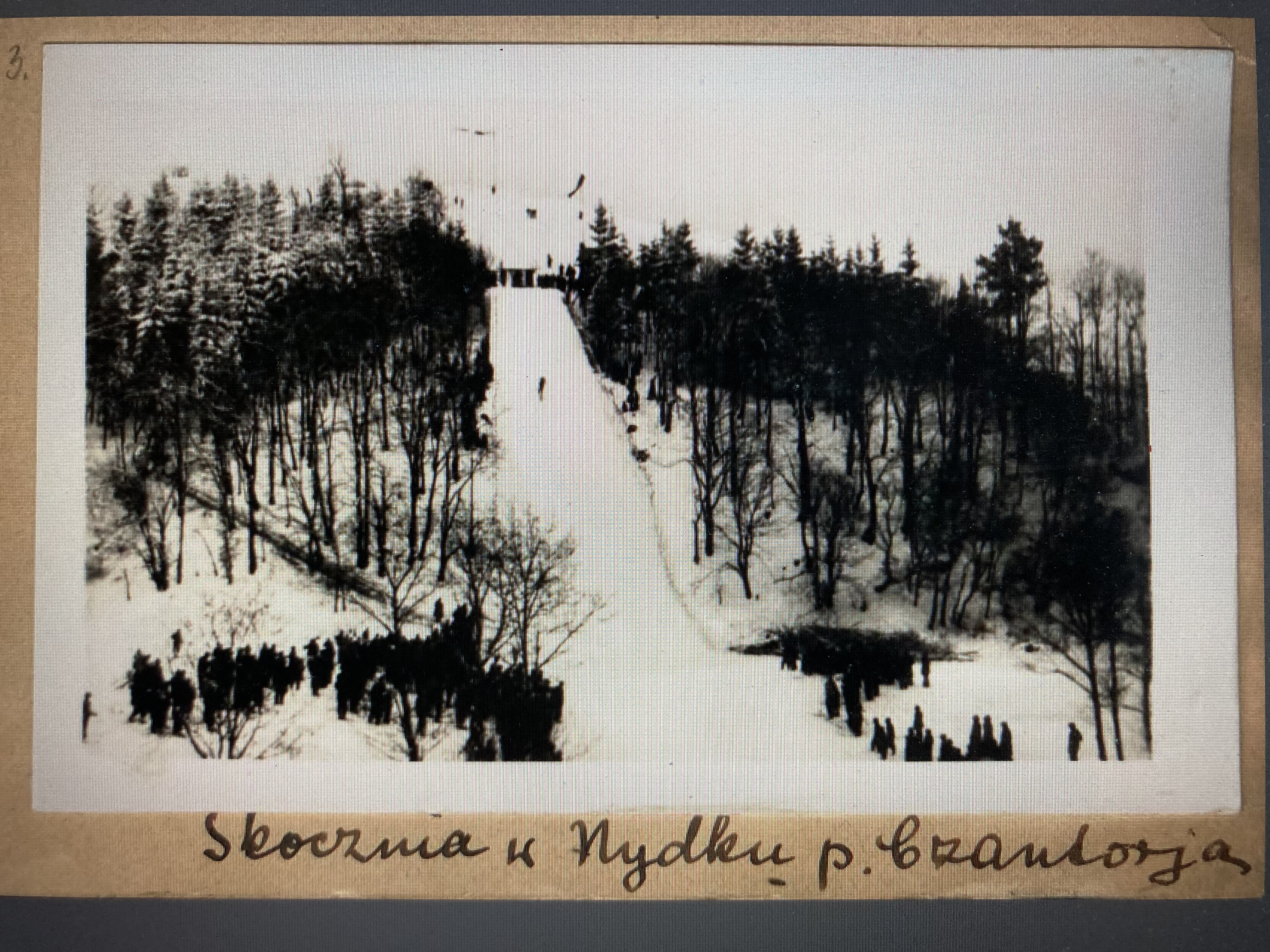
Stara skocznia narciarska w Nydku (1937)

Obecnie skocznia należy do klubu TJ Trzyniec, który przeprowadza tam treningi i zawody.

## Rekordy skoczni
Skocznia K40:
| Lp. | Data       | Zawodnik         | Wynik |
| --- | ---------- | ---------------- | ----- |
| 1.  | 19.06.2009 | Mateusz Hulbój   | 43 m  |
| 2.  | 21.06.2014 | Robert Szymeczek | 44 m  |

Skocznia K25:
| Lp. | Data       | Zawodnik         | Wynik |
| --- | ---------- | ---------------- | ----- |
| 1.  | 19.06.2009 | Lukáš Kantor     | 26 m  |
| 2.  | 23.06.2018 | Tymoteusz Dyduch | 27 m  |